# مهرداد میرکیانی
مهرداد میرکیانی، چهره‌پرداز ایرانی متولد سال ۱۳۴۲ در تهران است.
وی پس از اخذ مدرک دیپلم در رشتهٔ اقتصاد، در سال ۱۳۶۳ در دورهٔ چهره‌پردازی زیر نظر جلال معیریان و مسعود ولدبیگی شرکت کرد. با فیلم سینمایی وکیل اول (جمشید حیدری) فعالیت سینمایی خود به عنوان چهره‌پرداز را آغاز کرد.

## طراح چهره‌پرداز
- قهرمان (فیلم ۱۳۹۹) (۱۳۹۹)
- عامه پسند (۱۳۹۸)
- رقص روی شیشه (۱۳۹۷)
- جشن دلتنگی (۱۳۹۶)
- خوک (۱۳۹۶)
- سوءتفاهم (۱۳۹۶)
- آباجان (۱۳۹۵)
- انزوا (۱۳۹۵)
- دل دیوانه (۱۳۹۵)
- سارا و آیدا (۱۳۹۵)
- شعله‌ور (۱۳۹۵)
- ماجان (۱۳۹۵)
- مادری (۱۳۹۵)
- یک روز بخصوص (۱۳۹۵)
- ۵۰ کیلو آلبالو (۱۳۹۴)
- آبجی (۱۳۹۴)
- اژدها وارد می‌شود (۱۳۹۴)
- زاده شدن (۱۳۹۴)
- خانه ای در خیابان چهل و یکم (۱۳۹۴)
- فروشنده (فیلم ۱۳۹۴) (۱۳۹۴)
- لانتوری (۱۳۹۴)
- متولد ۶۵ (۱۳۹۴)
- نفس (فیلم) (۱۳۹۴)
- هیهات (۱۳۹۴)
- کفش‌هایم کو (۱۳۹۴)
- اعترافات ذهن خطرناک من (۱۳۹۳)
- بهمن (فیلم) (۱۳۹۳)
- بوفالو (فیلم) (۱۳۹۳)
- چهارشنبه خون به پا می‌شود (۱۳۹۳)
- ماهی سیاه کوچولو (۱۳۹۳)
- مرگ ماهی (۱۳۹۳)
- برف (فیلم ۱۳۹۲)
- چ (فیلم) (۱۳۹۲)
- خط ویژه (۱۳۹۲)
- عصبانی نیستم (۱۳۹۲)
- فرشته‌ها با هم می‌آیند (۱۳۹۲)
- میهمان داریم (۱۳۹۲)
- یاسین (فیلم) (۱۳۹۲)
- حوض نقاشی (۱۳۹۱)
- گهواره‌ای برای مادر (۱۳۹۱)
- آزمایشگاه (فیلم) (۱۳۹۰)
- برف روی کاج‌ها (۱۳۹۰)
- بغض (۱۳۹۰)
- بوسیدن روی ماه (۱۳۹۰)
- پذیرایی ساده (۱۳۹۰)
- پله آخر (۱۳۹۰)
- قصه‌ها (۱۳۹۰)
- کلاه قرمزی و بچه ننه (۱۳۹۰)
- سریال کلاه قرمزی ۹۰ (۱۳۸۹)
- سریال کلاه قرمزی ۸۸ (۱۳۸۷)
- سریال راه بی‌پایان (۱۳۸۶)
- سریال راه بی‌پایان (۱۳۸۶)
- سریال صاحب‌دلان (۱۳۸۵)
- پاداش سکوت (۱۳۸۵)
- خواب لیلا (۱۳۸۵)
- خون‌بازی (۱۳۸۵)
- نسل جادویی (۱۳۸۵)
- چهارشنبه سوری (۱۳۸۴)
- خانه روشن (۱۳۸۴)
- زیر درخت هلو (۱۳۸۴)
- ستاره‌ها؛ سه جلد: ستاره می‌شود، ستاره است و ستاره بود، (۱۳۸۴)
- عصر جمعه (۱۳۸۴)
- اسپاگتی در هشت دقیقه (۱۳۸۳)
- تنهام نگذار (۱۳۸۳)
- جایی برای زندگی (۱۳۸۳)
- خوابگاه دختران (۱۳۸۳)
- سالاد فصل(۱۳۸۳)
- گیلانه (۱۳۸۳)
- آفتاب‌گردان‌های وحشی (۱۳۸۲)
- روایت‌های سه‌گانه؛ اپیزود سوم، ننه گیلانه، (۱۳۸۲)
- سیمای زنی در دوردست (۱۳۸۲)
- شهر زیبا (۱۳۸۲)
- قدمگاه (۱۳۸۲)
- روز کارنامه (۱۳۸۱)
- کلاه قرمزی و سروناز (۱۳۸۱)
- ارتفاع پست (۱۳۸۰)
- ایستگاه متروک (۱۳۸۰)
- آخر بازی (۱۳۷۹)
- موج مرده (۱۳۷۹)
- شوخی (۱۳۷۸)
- مومیایی ۳ (۱۳۷۸)
- افسانه پوپک طلایی (۱۳۷۷)
- داستان‌های جزیره؛ اپیزود سوم، باران و بومی، (۱۳۷۷)
- روبان قرمز (۱۳۷۷)
- آژانس شیشه‌ای (۱۳۷۶)
- جهان پهلوان تختی (۱۳۷۶)
- شبیخون (۱۳۷۶)
- برج مینو (۱۳۷۴)
- بوی پیراهن یوسف (۱۳۷۴)

## چهره‌پرداز
- به نام پدر (۱۳۸۴)
- سریال سه در چهار
- رقص در غبار (۱۳۸۱)
- صورتی (۱۳۸۱)
- دختر شیرینی فروش (۱۳۸۰)
- مومیایی ۳ (۱۳۷۸)
- شوکران (۱۳۷۷)
- جان‌سخت (۱۳۷۶)
- برج مینو (۱۳۷۴)
- ایوب پیامبر (۱۳۷۲)
- جنگ نفت‌کش‌ها (۱۳۷۲)
- چشم شیطان (۱۳۷۲)
- دلاوران کوچهٔ دلگشا (۱۳۷۱)
- قرق (۱۳۷۰)
- مرغابی وحشی (۱۳۷۰)
- سایهٔ خیال (۱۳۶۹)
- در مسیر تندباد (۱۳۶۷)
- شاخه‌های بید (۱۳۶۷)
- کشتی آنجلیکا (۱۳۶۷)
- پرستار شب (۱۳۶۶)
- وکیل اول (۱۳۶۵)

## جوایز

### جشنواره فجر
- برنده سیمرغ بلورین بهترین چهره‌پردازی (خون بازی) در بیست و پنجمین جشنواره فیلم فجر (مسابقه سینمای ایران)، ۱۳۸۵
- کاندیدای سیمرغ بلورین بهترین چهره‌پردازی (عصر جمعه) در بیست و چهارمین (مسابقه سینمای ایران)، ۱۳۸۴
- برنده سیمرغ بلورین بهترین چهره‌پردازی (به نام پدر) در بیست و چهارمین (مسابقه سینمای ایران)، ۱۳۸۴
- برنده سیمرغ بلورین بهترین چهره‌پردازی (قدمگاه) در بیست و دومین جشنوارهٔ فیلم فجر (مسابقه سینمای ایران)، ۱۳۸۲
- کاندیدای سیمرغ بلورین بهترین چهره پردازی (گیلانه) در بیست و دومین جشنوارهٔ فیلم فجر (مسابقه سینمای ایران)، ۱۳۸۲
- کاندیدای سیمرغ بلورین بهترین چهره‌پردازی (ارتفاع پست) در بیستمین جشنوارهٔ فیلم فجر مسابقه سینمای ایران)، ۱۳۸۰
- کاندیدای سیمرغ بلورین بهترین چهره‌پردازی (مومیایی ۳) در هجدهمین جشنواره فیلم فجر (مسابقه سینمای ایران)، ۱۳۷۸
- کاندیدای سیمرغ بلورین بهترین چهره‌پردازی (روبان قرمز) در هفدهمین جشنوارهٔ فیلم فجر مسابقه سینمای ایران)، ۱۳۷۷
- کاندیدای سیمرغ بلورین بهترین چهره‌پردازی (آژانس شیشه‌ای) در شانزدهمین جشنوارهٔ فیلم فجر (مسابقه سینمای ایران)، ۱۳۷۶
- کاندیدای سیمرغ بلورین بهترین چهره‌پردازی (چشم شیطان) در دوازدهمین جشنوارهٔ فیلم فجر مسابقه سینمای ایران)، ۱۳۷۲

### سایر جشنواره‌ها
- برنده تندیس زرین بهترین چهره‌پردازی (یک بوسه کوچولو) در دهمین جشن خانه سینما (مسابقه)، ۱۳۸۵
- دومین چهره‌پردازی سال (شهر زیبا) در نوزدهمین منتخب نویسندگان و منتقدان (بهترین‌های سال)، ۱۳۸۳
- برنده تندیس زرین بهترین چهره‌پردازی (گیلانه) در هشتمین دورهٔ جشن خانهٔ سینما، (مسابقه سال)، ۱۳۸۳
- بهترین چهره‌پردازی سال (رقص در غبار) در هجدهمین منتخب نویسندگان و منتقدان (بهترین‌های سال)، ۱۳۸۲
- کاندیدای تندیس زرین بهترین چهره‌پردازی (رقص در غبار) در هفتمین جشن خانه سینما (مسابقه)، ۱۳۸۲
- دومین چهره‌پردازی سال (ارتفاع پست) در هفدهمین منتخب نویسندگان و منتقدان (بهترین‌های سال)، ۱۳۸۱
- کاندیدای تندیس زرین بهترین چهره‌پردازی (ارتفاع پست) در ششمین جشن خانه سینما (مسابقه)، ۱۳۸۱
- بهترین چهره‌پردازی سال (روبان قرمز) در چهاردهمین دورهٔ منتخب نویسندگان و منتقدان (بهترین‌های سال)، ۱۳۷۸
- کاندیدای تندیس بهترین چهره‌پردازی برای قاعده بازی. برای خون‌بازی، ۱۳۸۶